# Gerhard Lewin
Gerhard Lewin (* 8. März 1917; † Januar 2017 in Neubrandenburg) war ein deutscher Sportwissenschaftler, Hochschullehrer, Schwimmsportfunktionär und Verfasser von Schwimmlehrbüchern.

## Leben
Lewin war ab 1953 an der Deutschen Hochschule für Körperkultur (DHfK) in Leipzig als Leiter des Instituts für Schwimmen tätig, dort schloss er 1963 seine Doktorarbeit zum Thema „Schwimmausbildung für Kinder im Vorschulalter: Untersuchungen über die Entwicklung von Wassersicherheit und Schwimmfähigkeit bei fünf- und sechsjährigen Vorschulkindern“ ab. 1967 kam Lewins Lehrbuch „Schwimmen mit kleinen Leuten“ heraus, in den folgenden Jahren gab es weitere Auflagen des Werkes. Ebenfalls in den 1960er Jahren war er Verfasser beziehungsweise Mitautor der Bücher „Die Grundausbildung im Schwimmen und das volkstümliche Wasserspringen“ sowie „Schwimmsport: Grundausbildung, Grundlagentraining; ein Lehrbuch für Trainer, Übungsleiter und Sportlehrer“. Lewin leitete bis 1968 das DhfK-Schwimminstitut. Laut Jürgen Dietze entwickelte sich das Institut unter Lewins Führung „zu einer national und international anerkannten Einrichtung in Forschung und Lehre.“ Von 1974 bis 1976 weilte er im Auftrag des Schwimmverbandes der DDR auf Kuba und war dort in der Trainerausbildung sowie im Spitzenbereich als Trainer tätig. Eine ähnliche Aufgabe nahm er in den 1970er ebenfalls in Mexiko wahr.
Auch in den 1970er und 1980er Jahren brachte Lewin Bücher und Artikel zum Thema Schwimmsport heraus, darunter weitere Auflagen des umfassenden Werkes „Schwimmsport“, welches sich mit Leistungsschwimmen, Sportschwimmen, Wasserspringen, Wasserball, Kunstschwimmen und Freizeitschwimmen befasste. 1983 legte er eine „Neufassung des Schwimmabzeichens des Deutschen Schwimmsportverbandes der DDR“ vor. 1994 veröffentlichte Lewin das Buch „Schwimmen kinderleicht: ein Ratgeber für Eltern, Schule und Verein“, welches eine Weiterentwicklung seiner vorherigen Werke über die Grundausbildung war.
Von 1990 bis 2009 gehörte Lewin dem Vorstand des Schwimmverbandes Mecklenburg-Vorpommern an und war dessen Ehrenmitglied. 1997 wurde ihm seitens des Deutschen Schwimm-Verbandes (DSV) der Ehrenbrief, die höchste DSV-Auszeichnung, zuteil.
Lewins 2013 gestorbene Frau Käthe war ebenfalls Sportwissenschaftlerin sowie Verfasserin mehrerer Bücher zum Thema Kinderturnen und Körpererziehung.